# اسني لقديم (أسني)
اسني لقديم هو دُوَّار يقع بجماعة أسني، إقليم الحوز، جهة مراكش آسفي في المملكة المغربية. ينتمي الدوّار لمشيخة أسني التي تضم 14 دوار. يقدر عدد سكانه بـ 1257 نسمة حسب الإحصاء الرسمي للسكان والسكنى لسنة 2004.

## روابط خارجية
- البوابة الوطنية للجماعات الترابية
- المندوبية السامية للتخطيط